# Ulrichov
Ulrichov je zrušená přírodní památka v okrese Český Krumlov. Nachází se v Novohradských horách, na severním svahu Jelení hory a na pravém břehu Kabelského potoka, 5,5 km jihozápadně od Pohorské Vsi.

## Historie
Chráněné území vyhlášené okresním úřadem v Českém Krumlově v roce 1992 zrušil Krajský úřad Jihočeského kraje s účinností ke dni 30. ledna 2014 a zároveň jej začlenil do nově vyhlášené přírodní památky Horní Malše.

## Předmět ochrany
Předmětem ochrany je pralesovitý porost květnatých a acidofilních smrkových bučin, s významnou avifaunou a entomofaunou. Celý porost je již mnoho desítek let ponecháván bez jakýchkoli zásahů svému přirozenému vývoji. Ve vrcholové části na plochém hřbetu se nachází několik drobných mrazových srubů ze středně zrnité porfyrické biotitické žuly weinsberského typu s rozvlečenou balvanitou sutí pod nimi. V území se nachází několik menších svahových pramenišť.

## Flóra a fauna
Ve všech stromovém patře zcela převažuje buk lesní (Fagus sylvatica), přimíšeny jsou smrk ztepilý (Picea abies), jasan ztepilý (Fraxinus excelsior), javor klen (Acer pseudoplatanus), javor mléč (Acer platanoides) a bříza karpatská (Betula carpatica). V bylinném podrostu rostou kyčelnice devítilistá (Dentaria enneaphyllos), pitulník horský (Galeobdolon montanum), ptačinec hajní (Stellaria nemorum), lipnice hajní (Poa nemoralis), bukovník kapraďovitý (Gymnocarpium dryopteris), bukovinec osladičovitý (Phegopteris connectilis), kapraď rozložená (Dryopteris dilatata), kakost smrdutý (Geranium robertianum), svízel vonný (Galium odoratum), věsenka nachová (Prenanthes purpurea), samorostlík klasnatý (Actaea spicata), ostřice lesní (Carex sylvatica), čarovník prostřední, bažanka vytrvalá (Mercurialis perennis), třtina chloupkatá (Calamagrostis villosa), bika lesní (Luzula sylvatica), pstroček dvoulistý (Maianthemum bifolium), šťavel kyselý (Oxalis acetosella), na prameništích roztroušeně rostou ostřice řídkoklasá (Carex remota), mokrýš střídavolistý (Chrysosplenium alternifolium) a vrbina hajní (Lysimachia nemorum).
Z entomofauny jsou významní chrobák (Geotrupes stercorarius) a také některé méně běžné druhy drabčíků (Tachinus subterraneus). Z ptáků zde hnízdí kromě řady běžných lesních druhů také holub doupňák (Columba oenas), čáp černý (Ciconia nigra), kos horský (Turdus torquatus), žluna šedá (Picus canus) a datel černý (Dryocopus martius).